# Калниешская волость
Калниешская волость (латыш. Kalniešu pagasts) — одна из 26 территориальных единиц Краславского края Латвии. Граничит с Индрской, Краславской, Скайстской, Каплавской, Робежниекской и Пиедруйской волостями своего края. Административным центром волости является село Калниеши.

## Населённые пункты
- Анджаны
- Балтина
- Калниеши
- Таулинова
- Трестишки